# Първо сръбско въстание
Първото  въстание във Белградски пашалък  е въстание на сърбите и българите в Смедеревския санджак, продължило от 1804 до 1813 година, първи етап на Сръбската революция.
Въстанието започва на 15 февруари 1804 година като християнски лоялистки бунт срещу своеволията на четирима еничарски дахии, поставили областта под свой контрол с подкрепата на Осман Пазвантоглу. Опитите за съвместни действия на местните князе са посрещнати с брутални действия от дахиите, които извършват масово клане в т.нар. сеч на князете с цел да стреснат местните и да заздравят властта си. Понеже в началото целта на бунтовниците е възстановяването на централната Османска власт, те са подкрепяни от Османската империя и в тяхна помощ Високата порта дори изпраща войските на везира на Босненския еялет Бекир паша. През август 1804 г., след разгрома на основните еничарски сили е решено въстанието от лоялистко да се превърне в националоосвободително.
Военните загуби, както и опасността от влошаване на международното положение с последвалата Руско-турска война (1806 – 1812 г.), принуждава Портата да сключи посредством българинът  Петър Ичко, т.нар. Ичков мир с въстаниците, оставяйки справянето с тях за по-добри времена. 
По време на Руско-турската война въстаниците действат като руски съюзник срещу Портата, но малко след набързо сключения Букурещки договор (1812 г.) Високата порта потушава въстанието. Основна роля за това изиграва новият сръбски водач Милош Обренович, по чието нареждане вечерта на 13 срещу 14 юли 1817 г. е убит водача на въстанието Караджордже Петрович, а главата му е изпратена на новия османски султан и реформатор Махмуд II в знак на сръбско верноподаничество и лоялност. 
Според пресата от този период, освен сърби във въстанието участват много християни - албанци и българи, особено от Поморавието и Видинско, но също и от Македония, като водилия преговорите с правителството българин Петър Ичко.